# Tênis de mesa nos Jogos Paralímpicos de Verão de 2012 - Simples feminino - Classe 8
A competição de simples feminino na classe 8 do tênis de mesa nos Jogos Paralímpicos de Verão de 2012 foi disputada entre os dias 30 de agosto e 3 de setembro no Complexo ExCel, em Londres.

## Medalhistas
| Ouro   | CHN Mao Jingdian        |
| Prata  | FRA Thu Kamkasomphou    |
| Bronze | SWE Josefin Abrahamsson |

## Resultados

### Primeira fase

#### Grupo A
| Atleta                  | V | D | SG | S   |
| ----------------------- | - | - | -- | --- |
| FRA Thu Kamkasomphou    | 3 | 0 | 9  | +42 |
| SWE Josefin Abrahamsson | 2 | 1 | 6  | -1  |
| CHN Yu Hailian          | 1 | 2 | 6  | 0   |
| EGY Eman Mahmoud        | 0 | 3 | 1  | -41 |

| CHN Yu Hailian   | 11 | 11 | 11 |  |  |
| EGY Eman Mahmoud | 5  | 6  | 7  |  |  |

| SWE Josefin Abrahamsson | 5  | 5  | 6  |  |  |
| FRA Thu Kamkasomphou    | 11 | 11 | 11 |  |  |

| CHN Yu Hailian       | 8  | 11 | 6  | 7  |  |
| FRA Thu Kamkasomphou | 11 | 9  | 11 | 11 |  |

| EGY Eman Mahmoud        | 11 | 7  | 4  | 9  |  |
| SWE Josefin Abrahamsson | 9  | 11 | 11 | 11 |  |

| CHN Yu Hailian          | 1  | 9  | 11 | 11 | 8  |
| SWE Josefin Abrahamsson | 11 | 11 | 4  | 8  | 11 |

| FRA Thu Kamkasomphou | 11 | 12 | 11 |  |  |
| EGY Eman Mahmoud     | 4  | 10 | 5  |  |  |

#### Grupo B
| Atleta               | V | D | SG | S   |
| -------------------- | - | - | -- | --- |
| CHN Mao Jingdian     | 3 | 0 | 9  | +34 |
| PHI Josephine Medina | 2 | 1 | 6  | +7  |
| NOR Aida Dahlen      | 1 | 2 | 4  | -2  |
| BRA Jane Rodrigues   | 0 | 3 | 0  | -39 |

| NOR Aida Dahlen    | 11 | 11 | 11 |  |  |
| BRA Jane Rodrigues | 8  | 4  | 7  |  |  |

| PHI Josephine Medina | 7  | 6  | 9  |  |  |
| CHN Mao Jingdian     | 11 | 11 | 11 |  |  |

| BRA Jane Rodrigues   | 4  | 6  | 9  |  |  |
| PHI Josephine Medina | 11 | 11 | 11 |  |  |

| NOR Aida Dahlen  | 5  | 8  | 8  |  |  |
| CHN Mao Jingdian | 11 | 11 | 11 |  |  |

| CHN Mao Jingdian   | 11 | 11 | 12 |  |  |
| BRA Jane Rodrigues | 8  | 5  | 10 |  |  |

| NOR Aida Dahlen      | 11 | 11 | 7  | 5  |  |
| PHI Josephine Medina | 13 | 3  | 11 | 11 |  |

### Fase eliminatória
|  | Semifinais | Semifinais              | Semifinais | Semifinais | Semifinais | Semifinais | Semifinais |  |  | Final               | Final                   | Final               | Final               | Final               | Final               | Final               |
|  |            |                         |            |            |            |            |            |  |  |                     |                         |                     |                     |                     |                     |                     |
|  | A1         | FRA Thu Kamkasomphou    | 11         | 11         | 11         |            |            |  |  |                     |                         |                     |                     |                     |                     |                     |
|  | B2         | PHI Josephine Medina    | 3          | 3          | 8          |            |            |  |  |                     |                         |                     |                     |                     |                     |                     |
|  |            |                         |            |            |            |            |            |  |  | A1                  | FRA Thu Kamkasomphou    | 2                   | 4                   | 14                  | 5                   |                     |
|  |            |                         |            |            |            |            |            |  |  | B1                  | CHN Mao Jingdian        | 11                  | 11                  | 12                  | 11                  |                     |
|  | A2         | SWE Josefin Abrahamsson | 11         | 2          | 4          |            |            |  |  |                     |                         |                     |                     |                     |                     |                     |
|  | B1         | CHN Mao Jingdian        | 13         | 11         | 11         |            |            |  |  | Disputa pelo bronze | Disputa pelo bronze     | Disputa pelo bronze | Disputa pelo bronze | Disputa pelo bronze | Disputa pelo bronze | Disputa pelo bronze |
|  |            |                         |            |            |            |            |            |  |  | B2                  | PHI Josephine Medina    | 9                   | 10                  | 11                  |                     |                     |
|  |            |                         |            |            |            |            |            |  |  | A2                  | SWE Josefin Abrahamsson | 11                  | 12                  | 13                  |                     |                     |